# Ani
Ani (örményül: Անի) a középkori Örményország fővárosa volt, amelynek romjai ma Törökország Kars tartományában találhatók, közvetlenül az örmény határ mellett, 1400 méteres magasságban. Az egykori város menti szurdokban folyik az Araks (más névváltozat szerint: Araksz, törökül: Aras) folyóba ömlő Ahurján folyó, amely a két ország közötti határt képezi. A helyszínt 2016-ban a világörökség részévé nyilvánították.

## Története
A Római Birodalom idején még Abnicum néven ismerték. A 10. században vált jelentős várossá, III. Ashot uralkodása alatt, aki Örményország fővárosává tette. Amikor a Bizánci Birodalom uralma alá került 1045-ben, népes város volt: "az 1001 templom városaként" ismerték, és voltak olyan időszakok, amikor százezernél is több lakosa volt.
A bizánci uralom rövid volt, a várost 1064-ben a szeldzsuk törökök foglalták el. Ezután a várost sorban érték a támadások. A grúzok 1125 és 1209 között ötször foglalták el, majd 1239-ben a mongolok is és a rombolást 1319-ben egy földrengés tette teljessé. A 14. században lakosai lassan elhagyták. A területet 1534-ben az oszmán török birodalom kebelezte be. 1878 és 1917 között az Orosz Birodalom uralma alatt állt, ekkor kezdhették meg területén az ásatásokat.
A város viszonylag jó állapotban fennmaradt középkori örmény épületeiről híres, bár a törökök időnként erőfeszítéseket tesznek, hogy „újjáépítsék” a romokat, kevés tekintettel értékükre és örmény hagyományaikra. Romokban megőrződött a város dupla fala, az 1010-ben elkészült katedrális, az 1031-ben épült Szent Apostolok-templom (Surp Arak'elots), az 1034 és 1036 közt épült A Megváltó temploma (Surp Amenap'rkitch) és a Tigran Honents által épített, 1215-ben befejezett Világosító Szent Gergely-templom. Szintén fennmaradt egy nagy, valószínűleg 12–13. században készült palota.

## Galéria

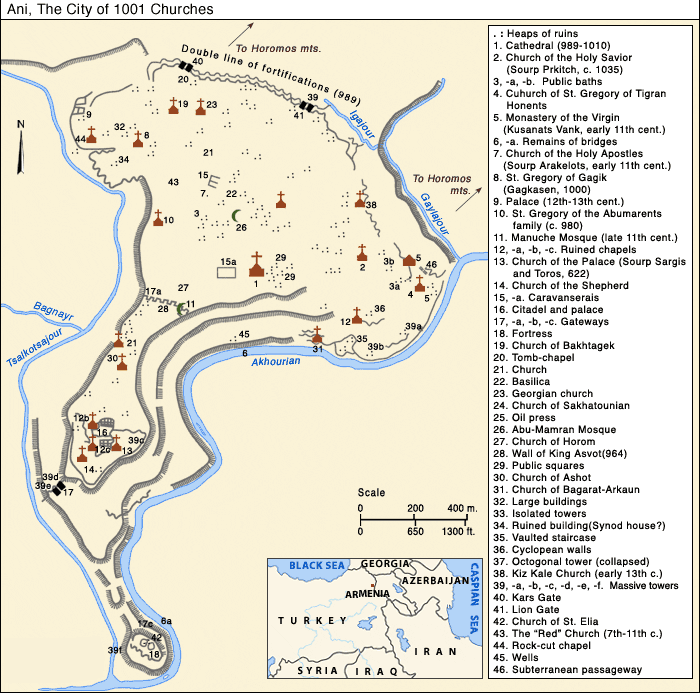
A mai romterület térképe
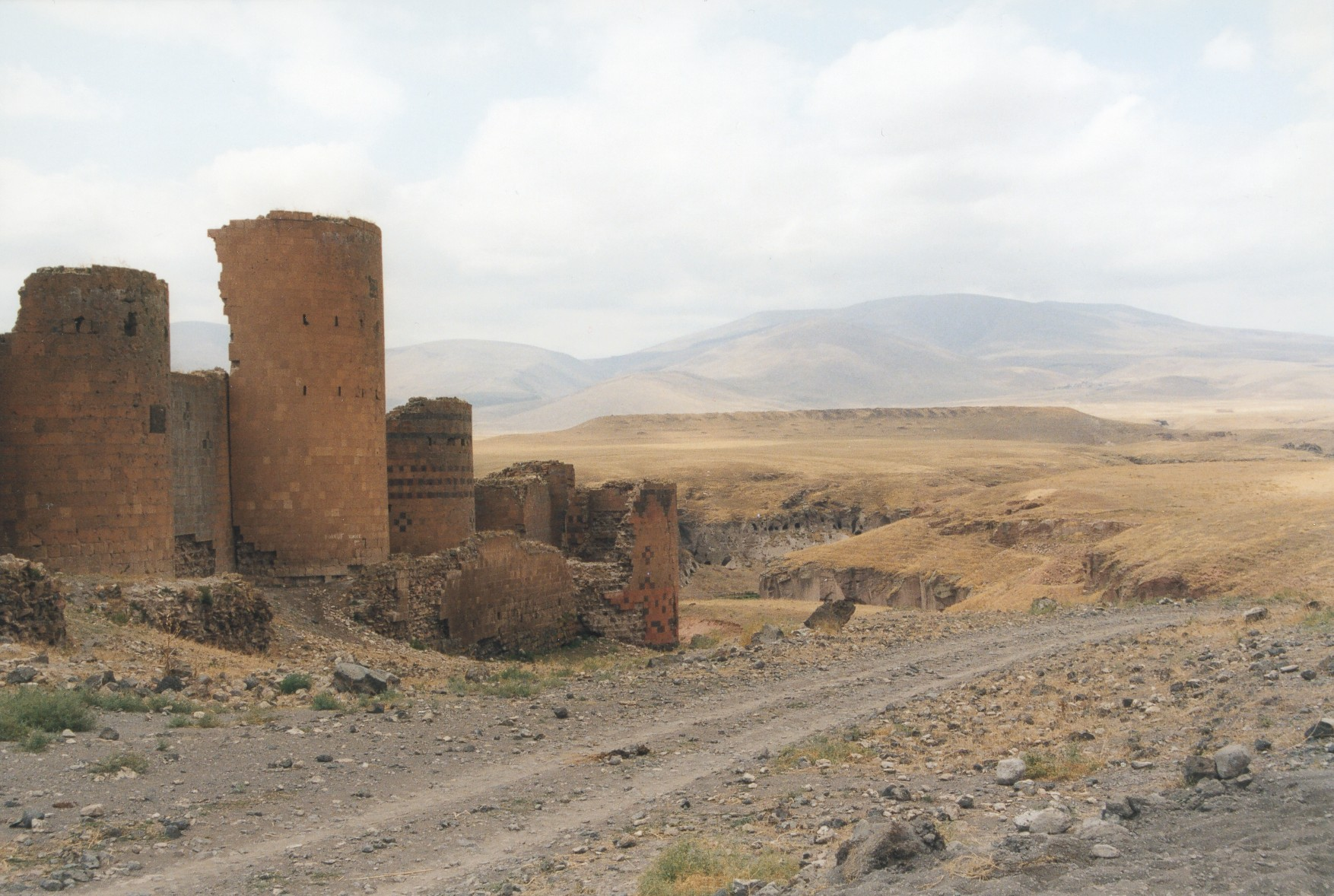
Városfal
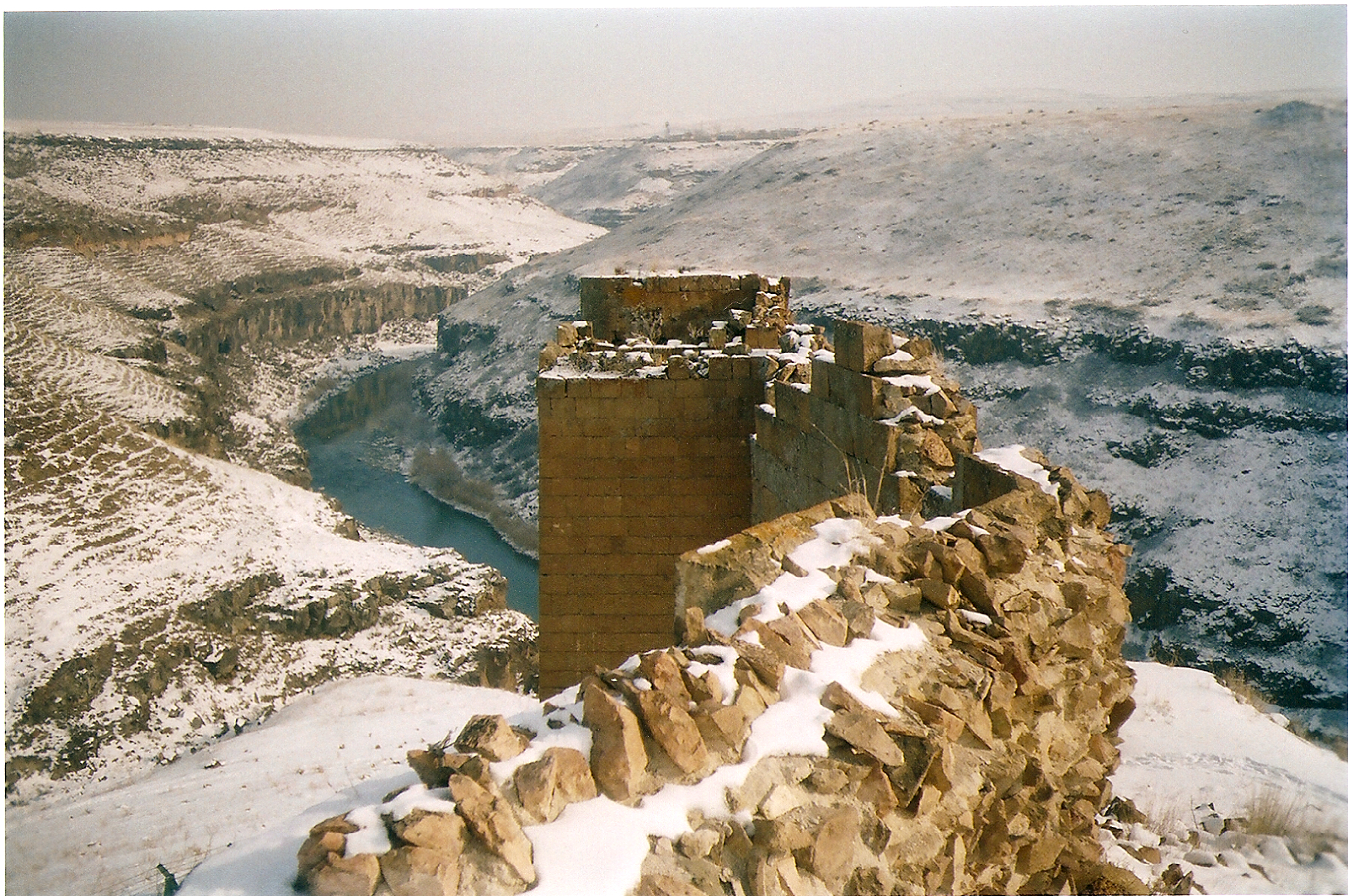
Városfal
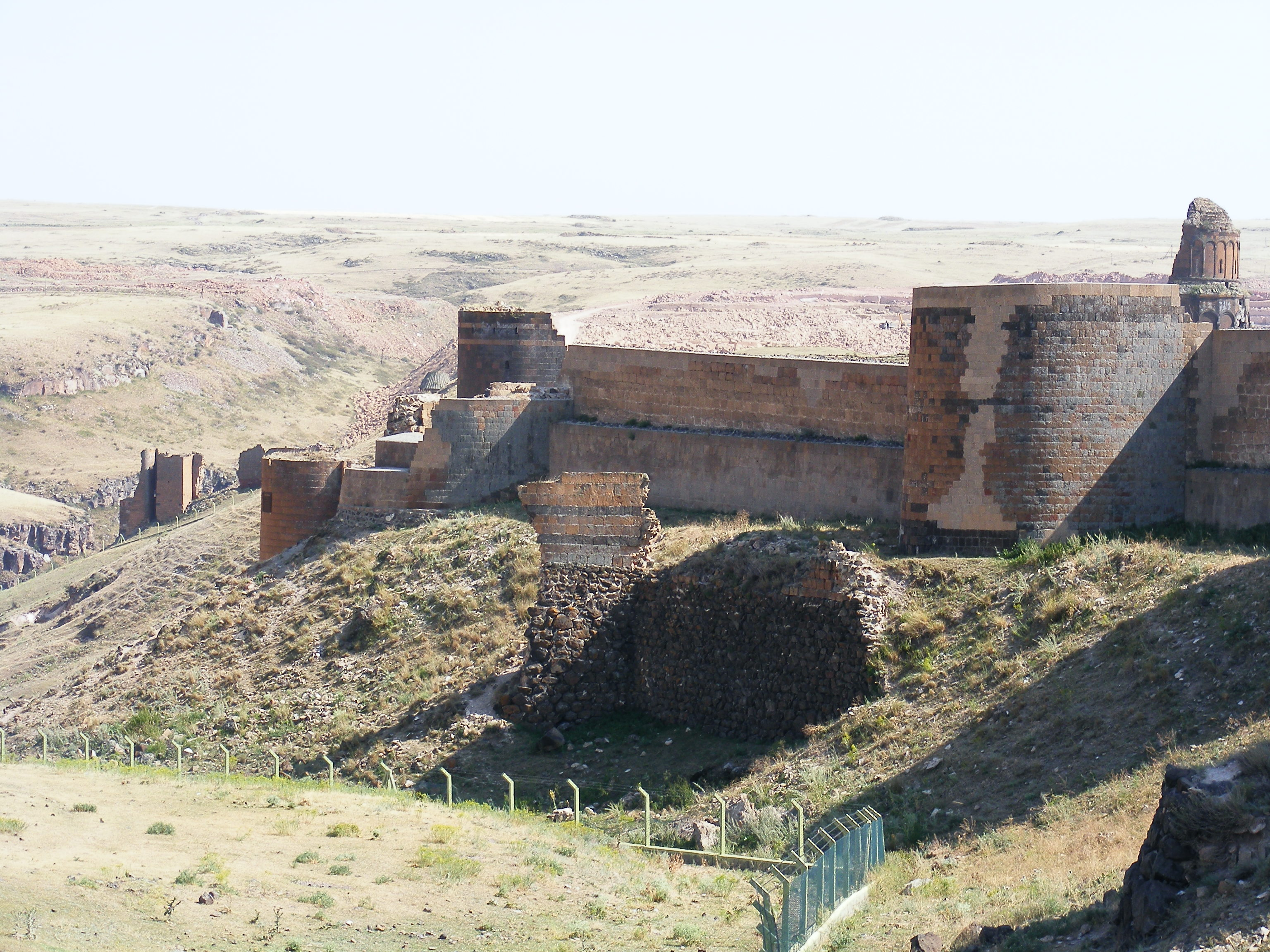
Városfal
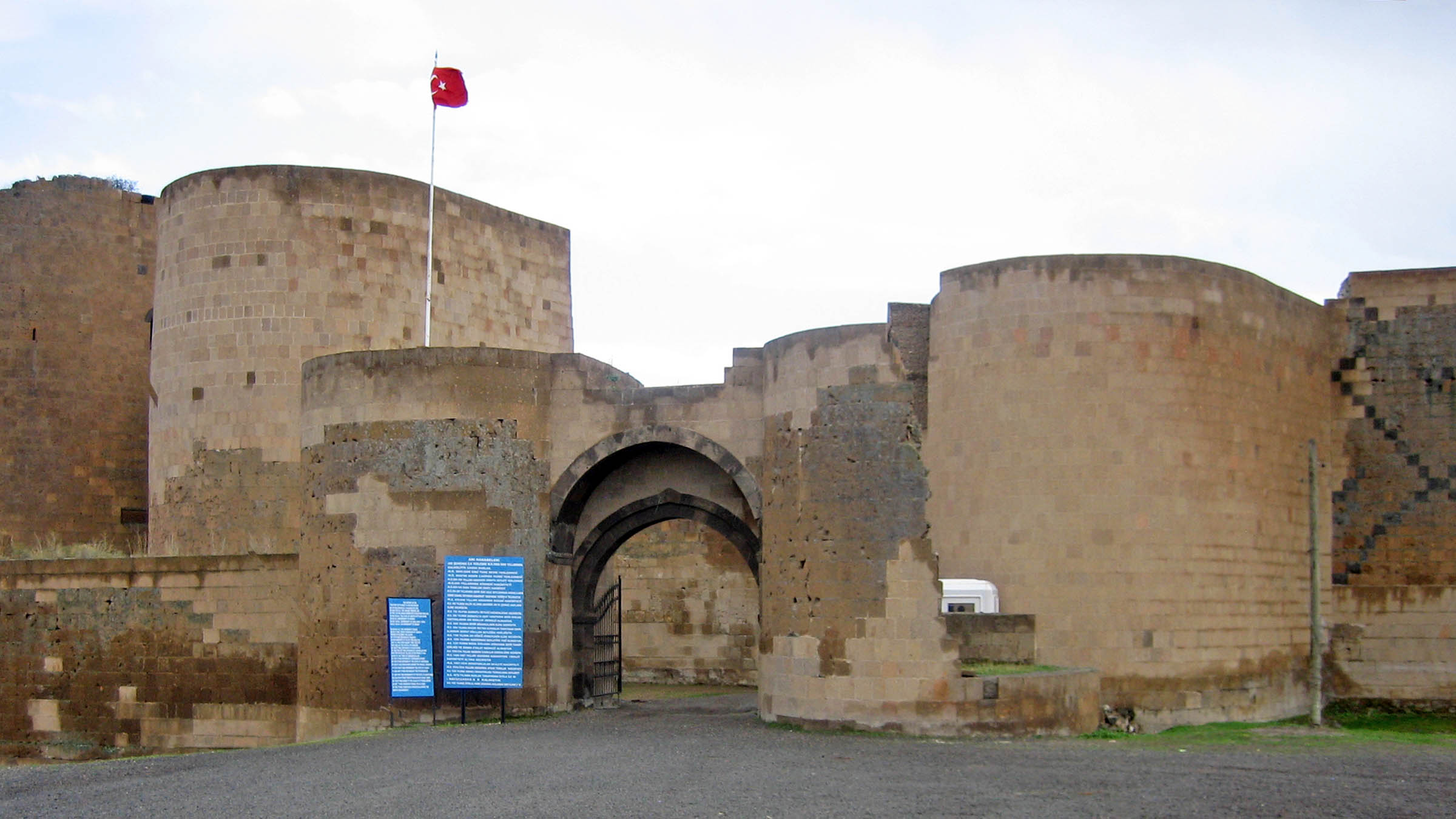
A város északi főkapuja
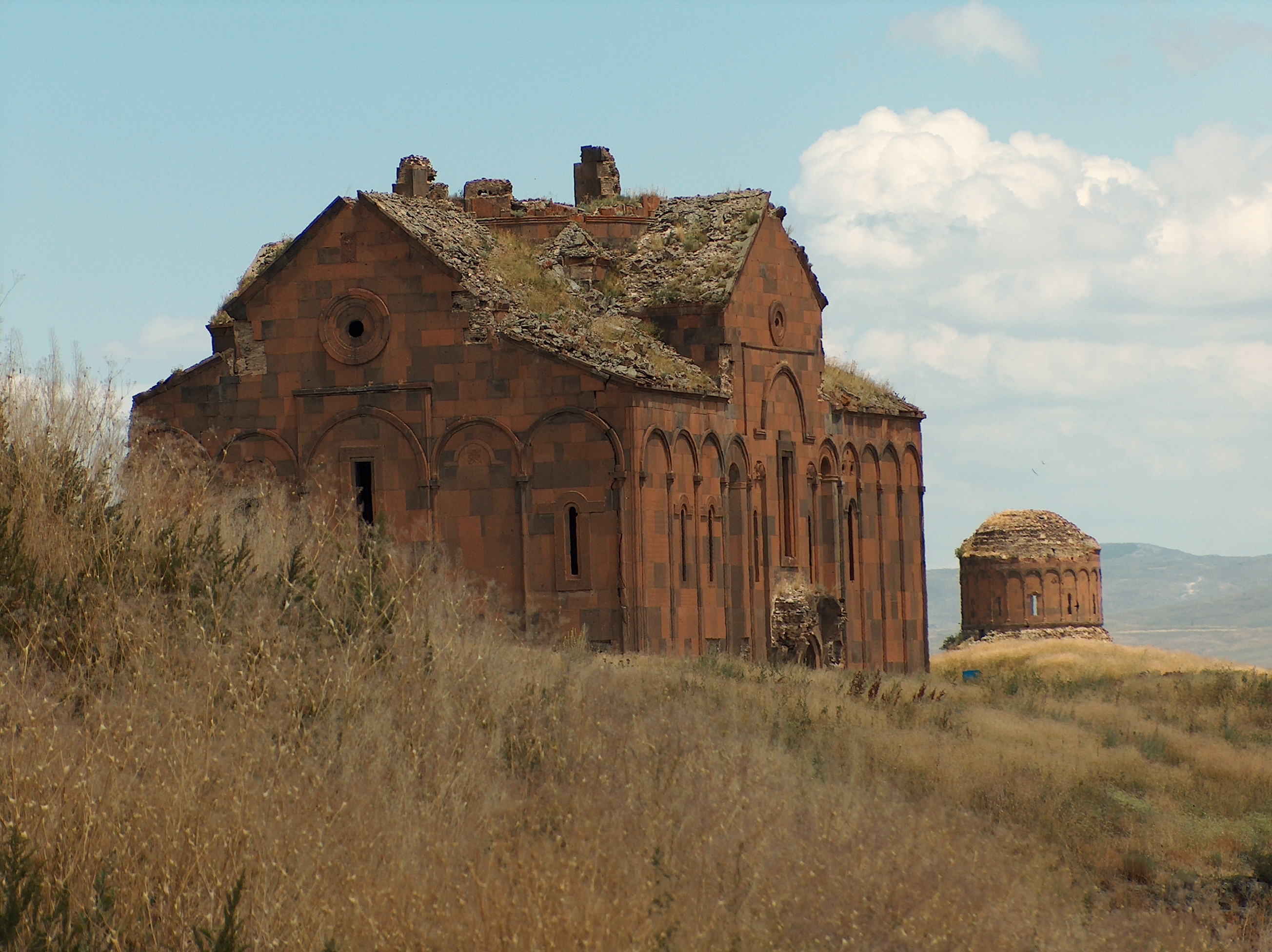
A katedrális
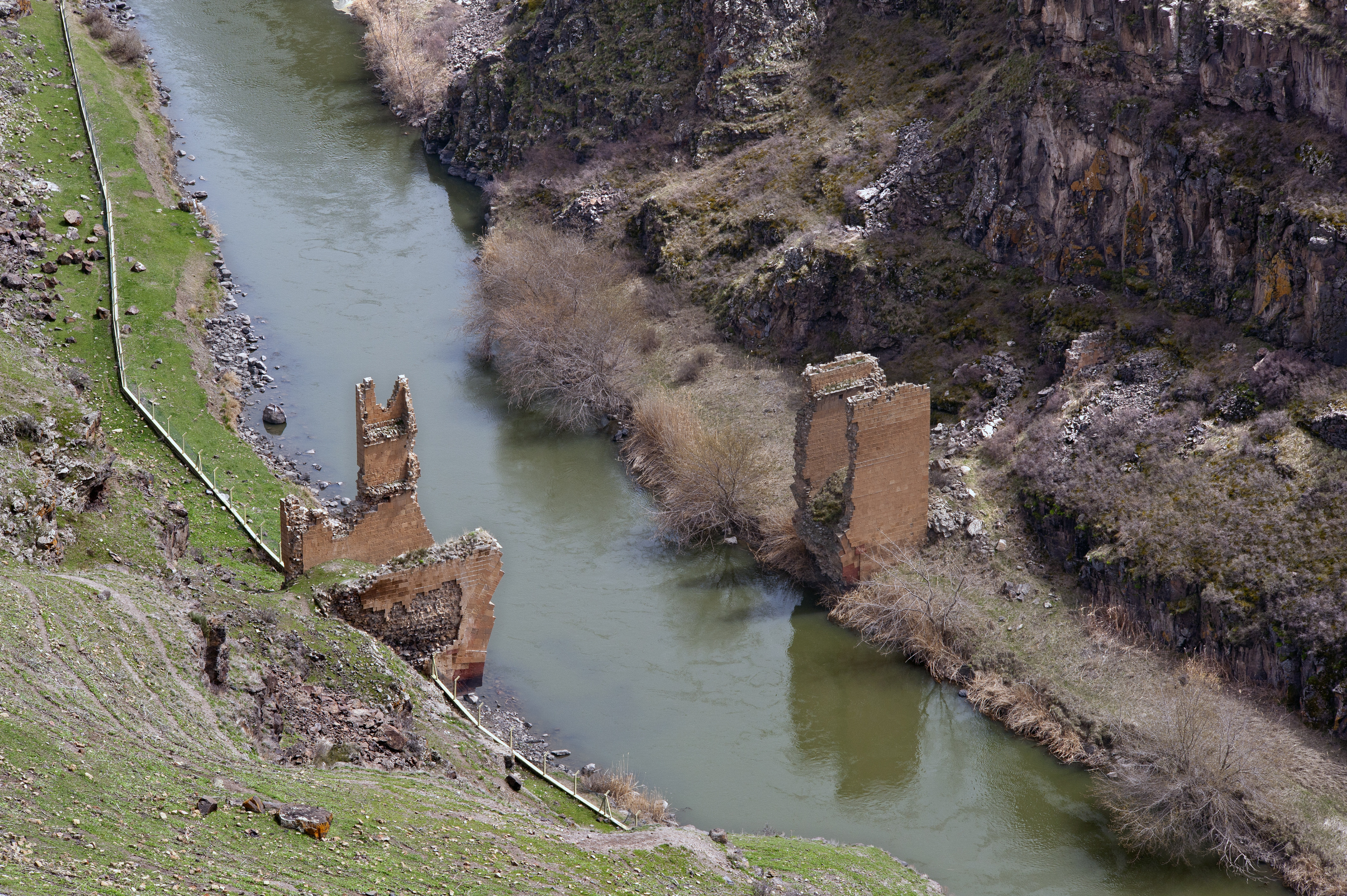
Az Ahurján felett egykor átívelő, ma már határok által elvágott híd maradványai
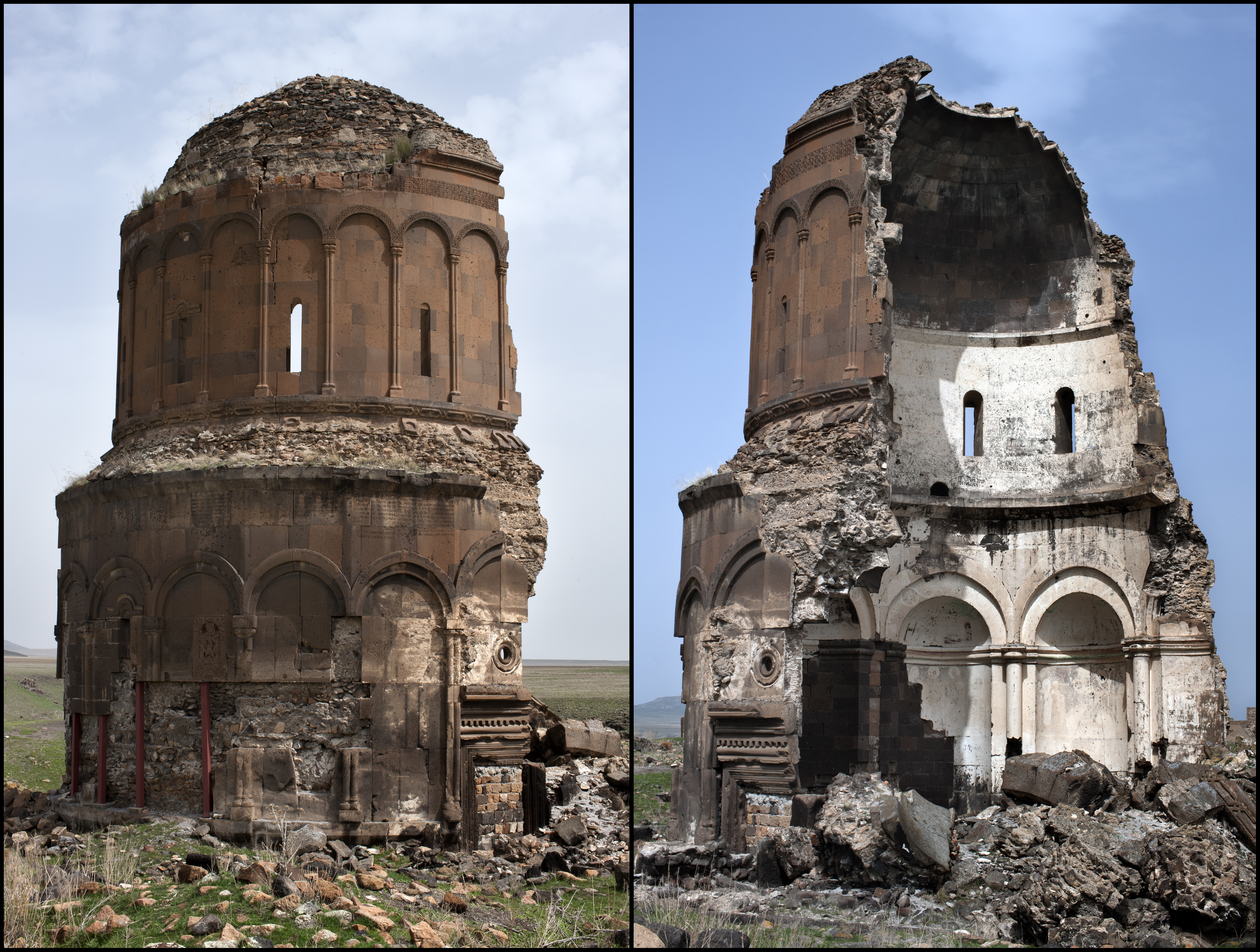
A Megváltó-templom maradványai
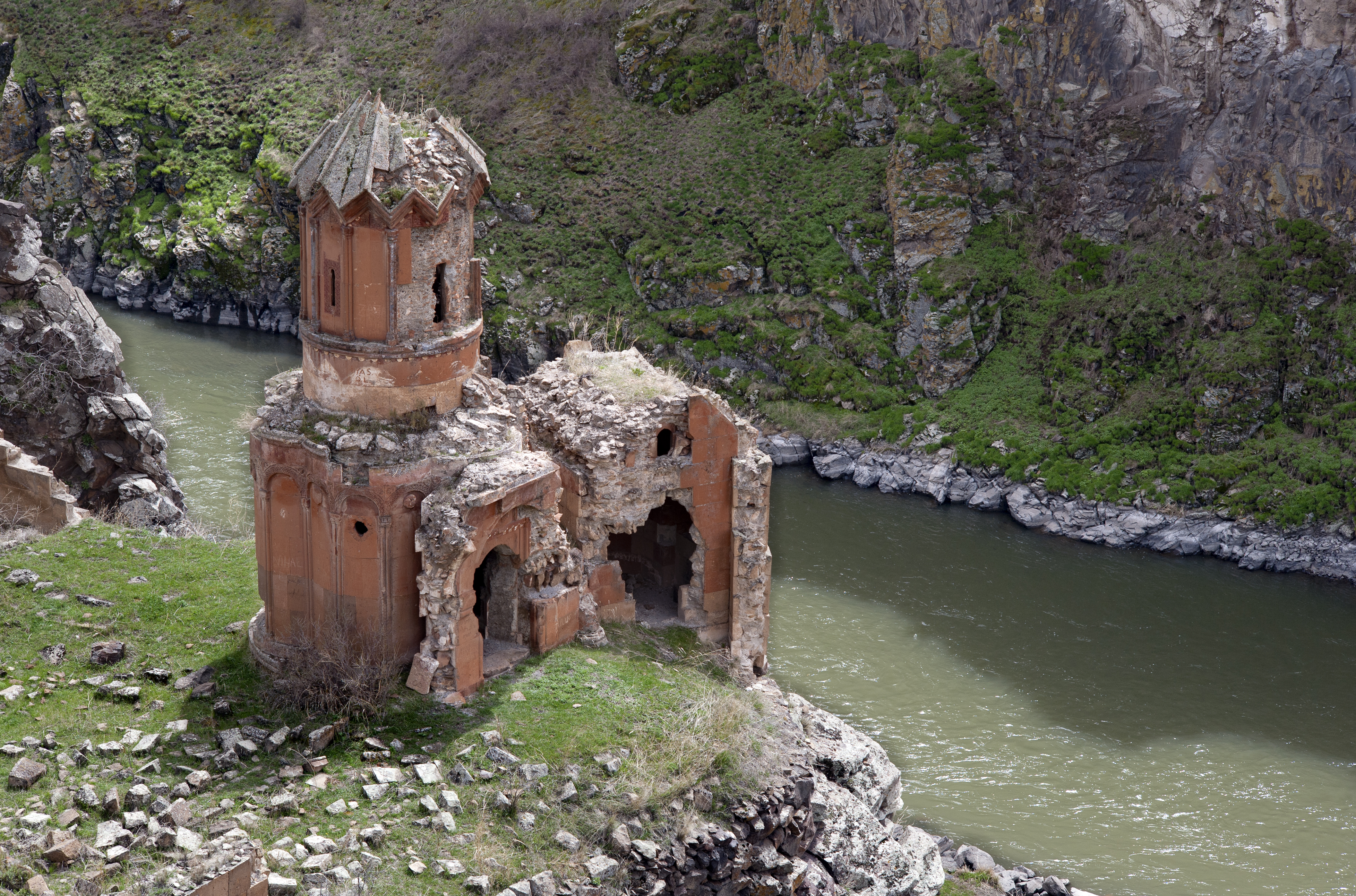
Konostorrom a folyó partján